# Eupsilia devia
Eupsilia devia är en fjärilsart som beskrevs av Augustus Radcliffe Grote 1874. Eupsilia devia ingår i släktet Eupsilia och familjen nattflyn. Inga underarter finns listade i Catalogue of Life.